# آلاینده‌های آلی دیرپا

کشورهای امضاکننده کنوانسیون آلاینده‌های آلی دیرپا در استکهلم

آلاینده‌های آلی دیرپا (به انگلیسی: persistent organic pollutants یا POPs) موادی شیمیایی هستند که در محیط به مدت نسبتاً طولانی باقی می‌مانند و با ورود به زنجیرهٔ غذایی، در بافت‌های زنده متراکم می‌شوند و بر سلامت انسان و محیط آثار نامطلوب دارند.
به‌طور کلی این ترکیبات به وسیله فعالیت‌های انسانی، از راههای متفاوتی تولید می‌شوند. زائدات ناشی از فعالیت‌های انسانی، هم به صورت متمرکز و هم پراکنده با فرایندهای صنعتی، دفع مواد زائد، نشت و ریزش‌های نفتی و احتراق مواد سوختی، همراه می‌باشند. پاکسازی این ترکیبات به آسانی امکان‌پذیر نیست، برای اینکه اکثر این مواد نسبتاً فرارند، فعالیت و پراکندگی دوباره آن‌ها از طریق جو اغلب شناسایی این منابع ویژه را دچار مشکل می‌سازد.
این مواد، نیمه‌عمر زیست‌محیطی طولانی دارند. بنابر این رهاسازی متوالی آن‌ها در طول زمان منجر به ذخیره دائم و حضور آن‌ها در همه جای محیط زیست جهانی می‌شود. از راه‌های انتقال اولیه این مواد به محیط زیست دریایی و ساحلی، ذخیره جوی و آب‌های روان می‌باشد. انتقال جهانی و منطقه‌ای اینها غالباًْ توسط جریانات جوی و همچنین از طریق انتقال رسوبات و جریانات اقیانوسی صورت می‌گیرد.
آلاینده‌های آلی پایدار مانند آفت‌کشهای آلی کلره و بیفنیل‌های پلی‌کلرینه یک‌سری مواد هستند که در همه اجزای محیط زیست یافت می‌شوند. این مواد بخاطر ویژگی‌های جهش‌زایی، سرطان‌زایی و سمیت بالایی که دارند برای محیط زیست و موجودات زنده خطرناک هستند.
از معروف‌ترین آلاینده‌های آلی پایدار می‌توان به آفت‌کش‌های کلره، آلدرین، کرودان، ددت، دی‌آلدرین، دیوکسین، آندرین، نورانز، هپتاکلر، هگزاکلروبنزن، میرکس، توکسافن، پلی کلرید، بی‌فنیل‌ها اشاره نمود.

## کنوانسیون استکهلم
کنوانسیون استکهلم با هدف حفاظت از سلامت انسان و محیط زیست در برابر آلاینده‌های آلی دیرپا و برنامه‌ریزی جهت کاهش و حذف کاربرد آن‌ها در تاریخ ۲۲ مه سال ۲۰۰۲ توسط ۱۲۶ کشور امضا گردید و کشور ایران بعد از تصویب متن کنوانسیون توسط شورای نگهبان و مجلس شورای اسلامی در اردیبهشت ماه سال ۱۳۸۴، در خرداد ماه سال ۱۳۸۵ رسماً به کنوانسیون استکهلم پیوست و دفتر بررسی آلودگی آب و خاک سازمان به عنوان مرجع ملی این کنوانسیون در کشور اجرای مفاد آن را عهده‌دار گردیده است.